# Rakun
Rakun ili severnoamerički rakun (lat. Procyon lotor) je sisar srednje veličine koji nastanjuje Severnu Ameriku. On je najveći pripadnik porodice Procyonidae; dug je od 40 do 70 cm i teži između 3,5 i 9 kg, a ishrana mu se sastoji od oko 40% beskičmenjaka, 33% biljaka i 27% kičmenjaka. Ima sivkasto krzno, od kojeg je skoro 90% gusto potkrzno koje ga štiti od hladnoće. Rakuni su poznati po svojoj inteligenciji, a istraživanja su pokazala da rešenja zadataka mogu pamtiti do tri godine.
Prvobitno su stanište rakuna bile umerene i mešovite šume Severne Amerike, ali zbog svoje prilagodljivosti staništu proširili su svoju oblast na planinska područja, obalne močvare i urbana područja, gde ih mnogi ljudi smatraju štetočinama. Zbog introdukcije sredinom 20. veka, rakuni danas nastanjuju središnji deo Evrope, Kavkaza i Japana.
Iako se pre smatralo da je rakun životinja koja živi samostalno, sada postoje dokazi da rakuni pokazuju društveno ponašanje. Ono je specifično za polove. Ženke u srodstvu često dele neko područje, dok nesrodni mužjaci žive zajedno u grupi od najviše četiri životinje, kako bi održali svoju poziciju protiv drugih mužjaka tokom sezone parenja. Veličina teritorije varira od tri hektara kod ženki u gradovima do 50 km² kod mužjaka koji nastanjuju preriju. Nakon skotnosti od oko 65 dana u proljeće se rađa dva do pet mladunaca. Mladunce odgaja majka sve do disperzije u kasnu jesen. Iako rakuni u zatočeništvu mogu doživeti 20 godina, njihova prosečna dužina života u divljini samo je 1,8 do 3,1 godina. U mnogim su slučajevima lov i promet su dva najčešća uzroka smrti.

## Etimologija
Naučni naziv rakuna, Procyon lotor, znači "perač pre pasa"; lotor znači "perač", Procyon (latinizirani grčki od προ-) znači "pre", a κύων znači "pas".

## Taksonomija
U prvim decenijama nakon što su ga otkrili pripadnici ekspedicije Kristofora Kolumba - prve osobe koja je ostavila pisani trag o ovoj vrsti - taksonomi su smatrali da je rakun u srodstvu s mnogim različitim vrstama, uključujući i pse, mačke, jazavce i posebno medvjede. Karl Line, otac moderne taksonomije, svrstao je rakuna u rod Ursus, prvo kao Ursus cauda elongata ("dugorepi medved") u drugom izdanju svoje knjige Systema Naturae, a zatim kao Ursus Lotor ("medved perač") u desetom izdanju. Gottlieb Conrad Christian Storr je 1780. godine svrstao rakuna u odvojeni rod Procyon, što se može prevesti kao "pre psa" ili "sličan psu". Takođe je moguće da je Storr imao na umu rakunov noćni život i zato odabrao zvezdu Procion kao eponim za vrstu.

## Evolucija
Na osnovu fosila iz Francuske i Nemačke, smatra se da su prvi pripadnici porodice Procyonidae živeli u Europi u kasnom oligocenu pre oko 25 miliona godina. Slični oblici zuba i lobanje ukazuju na to da prokionidi i kune imaju zajedničkog pretka, ali molekularna analiza pokazala je da su rakunima još srodniji medvedi. Nakon što su tada postojeće vrste prešle Beringov moreuz barem šest miliona godina kasnije, centar rasprostranjenosti verojatno je bila Srednja Amerika. Za Coati (Nasua i Nasuella) i rakune (Procyon) smatra se da možda imaju zajedničkog pretka u rodu Paranasua koji je postojao između 5,2 i 6,0 miliona godina. Ova pretpostavka, koja se temelji na morfološkoj poredbi, protureči genetičkoj analizi iz 2006. godine koja pokazuje da su rakuni srodniji prstenorepim mačkama. Za razliku od ostalih prokionida, poput rakuna rakojeda (Procyon cancrivorus), preci običnog rakuna napustili su tropska i suptropska područja i preselili se na sever pre oko četiri milijuna godina, u selidbi koja je potvrđena otkrićem fosila iz perioda srednjeg Pliocena u Velikoj ravnici.

## Podvrste
Četiri podvrste rakuna endemične za malena karipska i srednjoamerička ostrva često su smatrane kao odvojene vrste nakon njihovog otkrića. To su bahamski rakun i guadeloupeski rakun, koji su vrlo slični jedan drugom; rakun s Tres Mariasa, koji je veći od proseka i ima koščatu glavu; i izumrli barbadoski rakun. Izučavanja njihovih morfoloških i genetičkih osobina iz 1999, 2003. i 2005. godine dovele su do toga da se svi ovi ostrvski rakuni svrstaju kao podvrste običnog rakuna u trećem izdanju Vrste sisara sveta (2005). Populacija rakuna s petog ostrva, cozumelski rakun, koji teži samo 3 – 4 kg i ima veoma malene zube, još uvek se smatra kao odvojena vrsta.
Četiri najmanje podvrste rakuna, s prosečnom težinom od 2 do 3 kg, nastanjuju južnu obalu Floride i obližnja ostrva; jedan je primer Procyon lotor marinus. Većina od ostalih 15 podvrsta razlikuje se neznatno po boji krzna, veličini i drugim telesnim osobinama. Dve najrasprostranjenije podvrste su istočni rakun i rakun iz doline gornjeg Misisipija (Procyon lotor hirtus). Obe imaju relativno tamno krzno i dugu dlaku, ali ovaj je drugi veći od istočnog rakuna. Istočni rakun nastanjuje sve države SAD-a i Kanadske provincije do severa Južne Karoline i Tenesija. Oblast rakuna iz doline gornjeg Misisipija pokriva sve države SAD-a i Kanadske provincije do severa Luizijane, Teksasa i Novog Meksika.

## Opis

### Fizičke karakteristike
Rakuni su od glave do stražnjih udova dugi između 40 i 70 cm, ne uključujući rep koji može biti dugačak između 20 i 40 cm, ali obično nije duži od 25 cm. Visina ramena je između 23 i 30 cm. Lobanja odraslih mužjaka duga je između 94,3 i 125,8 mm, a široka između 60,2 i 89,1 mm; lobanja ženki duga je između 89,4 i 115,9 mm, a široka između 58,3 i 81,2 mm. Težina odraslog rakuna značajno varira po staništu; može biti između 2 i 14 kg, ali je obično između 3,5 i 9 kg. Najmanje jedinke nastanjuju jug Floride, a oni na severnim granicama obično su najveći. Mužjaci su obično 15 do 20% teži od ženki. Na početku zime rakun može težiti dvostruko više nego u proljeće, zbog naslaga masti. Rakun je jedan od sisara čija težina najviše varira. Najteži zabilježeni primerak težio je 28,4 kg, daleko najteži primerak u celoj porodici Procyonidae.
Najkarakterističnija osobina rakuna jeste crno krzno oko očiju koje je u jakom kontrastu s okolnim krznom. Ono podseća na "banditovu masku" i tako je podržala reputaciju ove životinje kao lopova. Neznatno zaobljene uši takođe su okružene belim krznom. Pretpostavlja se da rakuni mogu bolje prepoznati izraze lica i poziciju zahvaljujući ovoj neobičnoj boji lica te tamnim i svetlim prstenovima na repu. Prstenovi su slični prstenovima na repu kod prstenorepog lemura. Tamna maska možda takođe smanjuje odsjaj i potpomaže noćni vid. Na drugim delovima tela duge i čvrste dlake, koje sprečavaju prodiranje vlage, obično su u nijansama sive boje i, dosta manje, smeđe. Rakuni s vrlo tamnim krznom češći su kod nemačke populacije zato što su prvi pušteni primerci bili tamne boje. Gusto potkrzno, koje čini gotovo 90% krzna, štiti rakuna od hladnoće i sastoji se od dlaka dugih između 2 i 3 cm.
Rakun ima sposobnost uspravljanja na stražnje noge kako bi mogao istražiti neki predmet prednjim udovima. Budući da rakuni imaju kratke noge u poređenju sa svojim kompaktnim torzom, oni ne mogu brzo trčati niti skakati na veliku razdaljinu. Njihova najveća brzina je 16 do 24 km/h. Rakuni mogu plivati prosečnom brzinom od 5 km/h i mogu ostati u vodi nekoliko sati. Za silaženje niz drvo glavom nadole - što je neobična sposobnost sisavca te veličine - rakun okrene stražnja stopala prema nazad. Rakuni se mogu znojiti i dahtati kako bi održali telesnu temperaturu.
Lobanje rakuna imaju kratku i široku regiju lica i velik prostor za mozak. Dužina lica manja je od dužine same lobanje, a nosna je kost kratka i široka. Zubi - 40 zuba s formulom: 3.1.4.2 (gornja čeljust) i 3.1.4.2 (donja čeljust) — prilagođena je njihovu načinu života kao sveždera: derači nisu oštri kao u pravih mesoždera, ali kutnjaci nisu tako široki kao u biljoždera. Baculum mužjaka dug je oko 10 cm i jako zakrivljen na prednjem kraju. Naučnici ga često koriste kako bi odredili reproduktivni status jedinki. Sedam od trinaest identificiranih zvukova koristi se u komunikaciji između majke i mladunca, a jedan zvuk nalikuje pevanju ptica.

### Čula
Rakunovo najvažnije čulo je njegovo čulo dodira. Izuzetno osetljive šape zaštićene su tankim koštanim slojem koji postane mekan kada se ovlaži. Nema kožice između pet prstiju na šapi, što je neobično za mesoždera. Gotovo dve trećine područja koje služi primanju nadražaja u moždanoj kori rakuna specijalizovano je za primanje opipljivih impulsa, više nego kod bilo koje druge životinje. Mogu identifikovati predmete pre nego što ih dodirnu uz pomoć dlačica koje se nalaze iznad njihovih oštrih, neuvlačivih kandži. Rakuni nemaju pokretljiv palac i zbog toga njihova ruka nije toliko spretna kao ruka primata. Nepoznato je zašto nema utvrđenih negativnih efekata na dodir kada rakun satima stoji u vodi temperature ispod 10 °C.
Smatra se da su rakuni slepi za boje ili ih barem vrlo slabo mogu razlikovati, iako su im oči dobro prilagođene za primećivanje zelene svjetlosti. Uprkos tome što je njihova dioptrija slična čovjekovoj i što dobro vide u polumraku, čulo vida nije im veoma važno zato što loše vide na daljinu. Uz to što je korisno za orijentiranje u mraku, čulo mirisa važno je za međusobnu komunikaciju. Sekret iz žlezda (obično analnih), mokraća i izmet služe za označavanje teritorija. Mogu čuti zvukove od 50 do 85 kHz, ali i tihe zvukove poput onih koje stvaraju gliste ispod zemlje.

### Inteligencija
Postoji samo nekoliko istraživanja o mentalnim sposobnostima rakuna, a većina se njih temelji na čulu dodira ove životinje. U istraživanju etologa H. B. Davisa iz 1908. godine, rakuni su uspeli otvoriti 11 od 13 kompleksnih brava u manje od 10 pokušaja i nisu imali problema u ponavljanju akcije kada su brave bile promenjene ili okrenute naopačke. Davis je zaključio da su razumeli apstraktne principe mehanizama za zaključavanje i da je njihova brzina učenja ekvivalentna nekim primatima. Istraživanja iz 1963, 1973, 1975. i 1992. godine koncentrirala su se na pamćenje rakuna i dokazala da oni mogu pamtiti rešenja zadataka do tri godine. U istraživanju B. Pohl iz 1992. godine rakuni su mogli odmah razlikovati identične i različite simbole tri godine nakon kratke faze učenja. Stanislas Dehaene navodi u svojoj knjizi The Number Sense da rakuni mogu razlikovati kutije koje sadrže dve ili četiri bobice grožđa od onih koje sadrže tri.

## Ponašanje

### Društveno ponašanje
Istraživanja tokom 1990-ih godina od etologa Stanleya D. Gehrta i Ulfa Hohmana pokazala su da su rakuni društveni što se tiče različitih polova i da nisu tipično solitarni, kako se pre smatralo. Ženke u srodstvu žive u takozvanom fisijsko-fuzijskom društvu, tj. dele zajednički prostor i povremeno se susreću na područjima za hranjenje i razmnožavanje. Nesrodni mužjaci često formiraju nestalne društvene grupe mužjaka kako bi održali poziciju protiv drugih mužjaka tokom sezone parenja – ili protiv drugih potencijalnih pretnji. Takve grupe obično čine najviše četiri jedinke. Budući da neki mužjaci pokazuju agresivno ponašanje prema mladuncima koji im nisu u srodstvu, majke se izoliraju od ostalih rakuna dok njihovi mladi nisu dovoljno veliki da bi se odbranili. Po pitanju ova tri načina života prisutna u rakuna, Hohman je njihovu društvenu strukturu nazvao troklasnim društvom. Samuel I. Zevelof, profesor zoologije na Državnom uviverzitetu Veber i autor knjige Raccoons: A Natural History (Rakuni: prirodoslovlje), pažljiviji je u svojim interpretacijama i zaključuje da barem ženke žive same većinu vremena i, prema istraživanju Erika K. Fritzella u Severnoj Dakoti 1978. godine, takođe i mužjaci ako žive na područjima gdje je gustoća populacije malena.
Oblik i veličina rakunove teritorije varira s obzirom na njegovu starost, pol i stanište: odrasli drže područja koja su dvostruko veća nego ona mladih jedinki. Dok veličine teritorija u negostoljubivim prerijama Severne Dakote variraju između 7 i 50 km² kod mužjaka i između 2 i 16 km² kod ženki, prosečna veličina u močvarama jezera Iri je 0,49 km². Bez obzira na to da li se teritoriji više jedinki preklapaju, obično se ne brane aktivno izvan sezone parenja ako ima dovoljno hrane. Pretpostavlja se da se granice teritorija obeležavaju mirisom, koji takođe služi za identificiranje jedinki. Mokraća i izmet na zajedničkim mjestima za obavljanje nužde mogu dati informacije o područjima za hranjenje, budući da je zabilježeno da se rakuni tu okupljaju za zajedničko hranjenje, spavanje i igranje.
Što se tiče generalnog ponašanja rakuna, Gehrt ističe da "se obično može naći 10 do 15% onih koji se ponašaju potpuno suprotno" od očekivanog.

### Ishrana
Iako su obično noćne životinje, rakuni su ponekad aktivni danju kako bi iskoristili dostupne izvore hrane. Ishrana im se sastoji od oko 40% beskičmenjaka i 27% kičmenjaka. Budući da mu se ishrana sastoji od razne hrane, Zevelof tvrdi da je rakun „možda jedna od oportunističkijih životinja na svetu“. Iako se u proleće i rano leto uglavnom hrani insektima, crvima i drugim životinjama dostupnim rano u godini, više voli voće i orašaste plodove, poput žireva i lešnika; oni se pojavljuju kasno u leto i u jesen i predstavljaju bogat izvor kalorija za skupljanje masnih naslaga za zimu. Uprkos uobičajenom mišljenju, rakuni jedu aktivan i veliki plen poput ptica i sisara vrlo retko, budući da više vole plen koji se lakše lovi, posebno ribe i vodozemce. Kada ima dosta hrane, rakuni mogu razviti jaka individualne preferencije prema nekoj vrsti hrane. U severnom djelu svojeg realma rakuni padaju u zimski san i drastično smanjuju svoju aktivnost sve dok se sneg na otopi.

### Pranje hrane
Rakuni skupljaju hranu i druge predmete svojim prednjim udovima kako bi ih razgledali i otklonili neželjene delove. Osjetljivost na dodir njihovih prednjih udova se povećava ako se ova radnja odvija pod vodom, budući da voda omekšava tvrdi sloj koji prekriva šape. Međutim, ponašanje promatrano kod rakuna u zarobljeništvu, kada odnose hranu do vode i „peru“ je pre nego što je pojedu, nije zabileženo u divljini. Prirodnjak Georges-Louis Leclerc, Comte de Buffon (1707—1788) je verovao da rakuni nemaju adekvatnu proizvodnju pljuvačke koja vlaži hranu, pa da stoga moraju vlažiti hranu, ali ovo je sigurno netačno. Rakuni u zarobljeništvu vlaže hranu češće kada potok nije dalje od 3 m od njih. Naširoko prihvaćena teorija kaže da je vlaženje instinktivno ponašanje koje imitira traženje hrane na obalama reka i sl. Ovo podržavaju zapažanja da hranu poreklom iz vode rakuni češće vlaže. Izgleda da čišćenje prljave hrane nije razlog „pranja“. Stručnjaci su bacili sumnju na verodostojnost zapažanja divljih rakuna dok vlaže hranu.

### Razmnožavanje
Rakuni se obično pare u periodu sa povećanom količinom svetlosti između kasnog januara i sredine marta. Međutim, postoje veće regionalne razlike koje količina svjetlosti ne može u potpunosti objasniti. Na primer, dok se rakuni na jugu SAD-a obično pare kasnije od proseka, sezona parenja u Manitobi ima svoj vrhunac kasnije nego obično, u martu i nastavlja se do juna. Tokom sezone parenja, mužjaci lutaju svojom teritorijom u potrazi za ženkama u pokušaju da ih zavedu u periodu od tri do četiri dana kada je začeće moguće. Ovi susreti se često dešavaju na glavnim mestima okupljanja. Kopulacija, uključujući i predigru, može trajati preko jednog sata i ponavlja se nekoliko noći zaredom. Pretpostavlja se da slabiji pripadnici muških grupa takođe dobijaju šansu za parenje, jer se snažniji ne mogu pariti sa svim dostupnim ženkama. U jednom istraživanju provedenom na jugu Teksasa tokom sezona parenja od 1990. do 1992. godine, oko jedne trećine svih ženki se parilo sa više nego jednim mužjakom. Ako ženka ne postane skotna ili ako rano izgubi mladunce, ponekad ponovo postane plodna nakon 80 do 140 dana.
Nakon skotnosti od 63 do 65 dana (iako je moguće od 54 do 70 dana), ženka donosi na svet leglo od dva do pet mladunaca. Prosečna veličina legla mnogo varira po staništu, od 2,5 u Alabami do 4,8 u Severnoj Dakoti. Veća legla su češća na područjima sa većom stopom smrtnosti od, npr. lova ili hladnih zima. Dok muški jednogodišnjaci dostižu polnu zrelost tek nakon glavne sezone parenja, jednogodišnje ženke mogu nadoknaditi visoku stopu smrtnosti i ponekad kote 50% svih mladih rođenih tokom jedne godine. Mužjaci ne pomažu u podizanju mladih. Mladunci su slepi i gluvi na rođenju, ali je njihova maska već vidljiva na svetlom krznu. Težina 10 cm dugog mladunca na rođenju je između 60 i 75 grama. Ušni kanali im se otvaraju nakon 18 do 23 dana, nekoliko dana pre nego im se oči otvore po prvi put. Kada mladunci postignu težinu od oko 1 kg, oni počinju istraživati svet izvan jazbine; čvrstu hranu počinju jesti nakon šest do devet nedelja. Nakon ovoga ih majka sve manje doji; odbija ih od sise nakon 16 nedelja. U jesen, nakon što im je majka pokazala jazbine i mesta za hranjenje, mladunci se razilaze. Dok mnoge ženke ostaju blizu teritorije svoje majke, mužjaci se ponekad udalje više od 20 km. To se smatra instinktivnim ponašanjem koje sprečava parenje u srodstvu. Međutim, majka i mladunci u hladnim područjima tokom hladnijih zima ponekad dele jazbinu.

### Dužina života
Rakuni u zarobljeništvu mogu živjeti više od 20 godina. Međutim, dužina života u divljini je samo 1,8 do 3,1 godina, zavisno od uslova koji se odnose na gustoću prometa, lov i vreme. Nije neobično da samo polovina mladunaca rođenih tokom jedne godine preživi celu godinu. Nakon ove tačke, godišnja smrtnost pada na između 10 i 30%. Mladi rakuni su ranjivi na gubitak majke ili glad, posebno tokom dugih i hladnih zima. Najčešći prirodni uzrok smrti kod severnoameričke populacije rakuna je pseća kuga, koja može dostići epidemijske razmere i ubiti gotovo celu lokalnu populaciju rakuna. U područjima sa gustim prometom i raširenim lovom ovi činioci mogu biti krivi za 90% smrti odraslih rakuna.
Najvažniji prirodni grabljivci rakuna su ris, kojot i velike sove koje uglavnom love mladunce. U zalivu Česapik rakuni su među najvažnijim plenom beloglavog orla. U oblastima u koje su uvezeni u bivšem Sovjetskom Savezu njihovi glavni neprijatelji su vukovi, risevi i sove. Međutim, grabljivci nisu glavni uzrok smrti, posebno zato što su veći grabljivci u mnogim područjima koja rakuni nastanjuju istrijebljeni.

## Rasprostranjenost

### Stanište
Iako su tokom posljednjih decenija živeli u retko pošumljenim područjima, rakuni su zavisni od vertikalnih struktura za penjanje kada se osete ugroženi. Zbog toga izbjegavaju otvoreni teren i područja sa visokom koncentracijom bukvi, budući da je njena kora preglatka za penjanje. Rupe u starom hrašću i drugom drveću i pukotine u kamenu su rakunima omiljeno mesto za spavanje, prezimljavanje i koćenje. Ako takve jazbine nisu dostupne ili ako je dolaženje do njih teško, rakuni iskoriste jazbine koje su iskopali drugi sisari, gusto grmlje, udubine blizu ceste u urbanim područjima ili račvanje grana na drvetu. U jednom istraživanju u brdima Nemačke, više od 60% svih mesta za spavanje je bilo iskorišteno samo jednom, ali one jazbine koje su bile iskorištene barem deset puta činile su oko 70% svih skrovišta koja su se koristila više od jedanput. Budući da vodozemci, rakovi i druge životinje koje žive oko jezera i reka čine važan deo ishrane rakuna, dolinske listopadne i mješovite šume u kojima ima dosta voda i močvara održavaju najveću gustoću naseljenosti. Dok u prerijama gustina populacije varira od 0,5 do 3,2 životinje po kvadratnom kilometru i u planinskim šumama obično ne prelazi 6 životinja po kvadratnom kilometru, u dolinskim šumama i močvarama može živjeti više od 20 rakuna po kvadratnom kilometru.

### Rasprostranjenost u Severnoj Americi
Rakuni su česti u Severnoj Americi od Kanade do Paname, gde podvrsta P. l. pumilus koegzistira sa rakunom rakojedom (P. cancrivorus). Populacija na Hispanioli je bila istrijebljena već 1513. godine od strane španskih kolonista koji su ih lovili radi mesa. Rakuni su takođe bili istrebljeni na Kubi i Jamajci, gde su zabeleženi 1687. godine. Bahamski rakun (P. l. maynardi), Guadeloupeški rakun i rakun sa ostrva Tres Marias (P. l. insularis) su 1996. godine svrstani među ugrožene vrste prema IUCN-u.
Postoje dokazi da su u prekolumbijskim vremenima rakuni bili brojni samo oko reka i u šumama na jugoistoku SAD-a. Budući da rakuni nisu bili spomenuti od strane prvih američkih pionira koji su istraživali središte i sever SAD-a, njihovo širenje se možda odigralo nekoliko decenija prije 20. veka. Od 1950-ih, rakuni su se proširili od Vankuvera (što je pre bila severna granica njihovog domena) do severnih delova četiri Kanadske provincije u središnjim predelima te države. Nova staništa (osim urbanih) koja su rakuni zauzeli su planine, prerije i obalne močvare. Nakon populacijske eksplozije 1940-ih godina, procenjeni broj rakuna u Severnoj Americi tokom kasnih 1980-ih je bio 15 do 20 puta viši nego tokom 1930-ih, kada su rakuni bili prilično retki. Urbanizacija, ekspanzija poljoprivrede, namerno uvoženje i istrjebljenje prirodnih grabljivaca rakuna su verojatno izazvala ovo povećanje u broju i rasprostranjenosti.

### Rasprostranjenost izvan Severne Amerike
Kao rezultat bega i namernog uvoženja sredinom 20. veka, rakun je sada rasprostranjen u nekoliko europskih i azijskih zemalja. Viđeni su u svim zemljama koje graniče sa Nemačkom, koja ima najveću populaciju izvan Severne Amerike. Još jedna stabilna populacija postoji na severu Francuske, gdje je nekoliko rakuna kućnih ljubimaca pušteno 1966. godine. Između 1936. i 1958. godine pušteno je 1243 životinja u devet regija bivšeg Sovjetskog Saveza sa svrhom osnivanja populacije koja bi se lovila radi krzna. Dva uvođenja su bila uspješna: na jugu Belorusije između 1954. i 1958. godine i u Azerbejdžanu između 1941. i 1957. godine. Sa sezonskim prinosom od 1000 do 1500 jedinki, godine 1974. procenjeno je da populaciju na Kavkazu čini 20.000 životinja, a da je gustina četiri životinje po kvadratnom kilometru. U Japan je uvezeno do 1500 rakuna kao kućni ljubimci svake godine nakon uspeha crtanog filma Rascal the Raccoon (Rakun Raskal). Godine 2004. potomci pobeglih ili puštenih primeraka živeli su u 42 od 47 prefektura Japana.

#### Rasprostranjenost u Nemačkoj
Dva para rakuna, koji su bili kućni ljubimci, puštena su 12. 4. 1934. godine u divljinu na severu Hesena od strane nadstojnika šume, na zahtjev njihovog vlasnika, uzgajivača živine. Pustio ih je dve nedelje pre nego što je dobio dozvolu od pruskog ureda za lovstvo „za bogaćenje životinjskog sveta“, kako je Hag naveo u svom zahtjevu. Nekoliko prethodnih pokušaja da se rakun uveze u Nemačku nije bilo uspješno. Druga populacija osnovana je u Istočnoj Nemačkoj 1945. godine kada je 25 rakuna s farme za uzgoj krznašica u Volfshagenu pobeglo do Istočnog Berlina nakon vazdušnog napada. Navedene dve populacije parazitološki su različite: 70% rakuna hesenske populacije zaraženo je crvom Baylisascaris procyonis, ali nijedna jedinka iz brandenburške populacije nije zaražena tim parazitom. Procenjeni broj rakuna u hesenskoj regiji je bio 285 životinja 1956. godine, preko 20.000 1970. godine i između 200.000 i 400.000 jedinki u celoj Nemačkoj 2008. godine.
Rakun je u Nemačkoj bio zaštićena vrsta, ali je u 14 saveznih država proglašen za divljač od 1954. godine. Lovci i zaštitnici životne sredine smatraju da se rakun nekontrolirano širi, što je pretnja zaštićenim vrstama ptica i starosedilačkim vrstama mesoždera. Ovakvom pogledu se protivi zoolog Frank-Uwe Michler, koji nije našao dokaze da je visoka gustina populacije imala efekta na biodiverzitet na tom području. Hohman smatra da ekstenzivni lov ne može biti izazvan nedostatkom prirodnih grabljivaca, zato što smrt zbog drugih grabljivaca nije važan uzrok smrti kod severnoameričkih rakuna.

#### Rasprostranjenost u bivšem Sovjetskom Savezu
Eksperimenti za aklimatiziranje rakuna u SSSR počeli su 1936. godine i ponavljani su još 25 puta do 1962. godine. Sveukupno su puštene 1222 jedinke, od kojih su 64 došle iz ZOO vrtova i farmi za uzgoj krznašica (od njih je 38 došlo iz Zapadne Europe). Ostali rakuni potiču iz populacije u Zakavkazju. Oblast sovjetskih rakuna nikada nije bila jedinstvena, zato što su ih ljudi uvozili na različite lokacije koje su daleko jedna od druge. Sva uvođenja u Ruski daleki istok su bila neuspešna; melanistični rakuni su bili pušteni na Petrovo ostrvo blizu Vladivostoka i u neka područja južnog Primorskog kraja, ali su umrli. U Srednjoj Aziji rakuni su pušteni u Kirgistan, ali kasnije je zabilježeno da su bili "praktično neprisutni" u januaru 1963. godine. Velika i stabilna populacija rakuna (godišnji ulov je 1000–1500 jedinki) je osnovana u Azerbejdžanu nakon uvođenja u to područje 1937. godine. Rakuni su preživeli uvođenje blizu reke Terek, duž reke Sulak i u ravnice Dagestana. Pokušaji da se uvedu oko leve pritoke reke Kuban bili su neuspješni. Uspešno su se aklimatizirali u Belorusiji, gdje su uvedeni u tri navrata (52, 37 i 38 jedinki 1954. i 1958. godine). Do 1. 1. 1963. godine, u toj je državi zabileženo 700 jedinki.

### Urbani rakuni
Zbog svoje prilagodljivosti, rakuni uspevaju da iskoriste urbana područja kao staništa. Prva pojavljivanja su zabeležena u predgrađu Sinsinatija tokom 1920-ih godina. Od 1950-ih, rakuni su prisutni u metropolama poput Vašingtona, Čikaga i Toronta. Od 1960-ih, Kasel je dom prvoj i najgušćoj europskoj populaciji rakuna na velikom urbanom području od 50 do 150 životinja po kvadratnom kilometru, što se može uporediti sa populacijom u urbanim područjima u Severnoj Americi. Veličine teritorija urbanih rakuna su samo 3 do 40 hektara za ženke i 8 do 80 hektara za mužjake. U malenim gradovima i predgrađima mnogi rakuni spavaju u obližnjoj šumi nakon traženja hrane oko naselja. Voće i insekti u vrtovima i otpaci su lako dostupna hrana. Nadalje, postoji veliki broj dodatnih područja za spavanje u ovim područjima, poput rupa u starom drveću u vrtovima, u ostavama, garažama, napuštenim kućama i tavanima. Postotak urbanih rakuna koji spavaju u napuštenim ili naseljenim kućama varira između 15% u Vašingtonu (1991) do 43% u Kazelu (2003).

## Zdravlje
Rakuni su prenosnici besnila, smrtonosne bolesti koju izaziva virus koji se nalazi u pljuvački i prenosi se ugrizom. Širenje virusa je počelo na Floridi i u Džordžiji tokom 1950-ih i podržali su ga uvoženje zaraženih jedinki u Virdžiniju i Severnu Dakotu u kasnim 1970-im. Od 6940 zabeleženih slučajeva besnila 2006. godine, 2615 (37,7%) je otpadalo na rakune. Ministarstvo poljoprivrede Sjedinjenih Država, kao i lokalne vlasti u nekoliko država SAD-a i u nekoliko provincija u Kanadi, razvilo je programe oralne vakcinacije kako bi se borili protiv širenja bolesti kod ugroženih populacija. Jedini smrtni slučaj kod čoveka je zabeležen nakon prenosa virusa besnila sa rakuna. Među glavnim simptomima besnila kod rakuna su opšte bolestan izgled, smanjeno kretanje, nenormalni glasovi i agresivnost. Međutim, nema uvek vidljivih znakova i većina jedinki ne pokazuje agresivno ponašanje kao psi; rakuni sa besnilom se umesto toga obično sakriju u jazbine. Organizacije poput Šumske službe Sjedinjenih Država podstiču ljude da izbegavaju životinje koje se ponašaju ili izgledaju nenormalno i da obaveste nadležne osobe. Budući da zdrave jedinke, a posebno majke koje doje, često traže hranu tokom dana, dnevna aktivnost nije pouzdan pokazatelj besnila kod rakuna.
Osim besnila, rakuni prenose barem desetak drugih patogenih bolesti koje ne utiču na čoveka.
Neke od najvažnijih bakterijskih bolesti kod rakuna su leptospiroza, listerioza, tetanus ili tularemija. Iako paraziti u telu mogu oslabiti njihov imunski sistem, dobro hranjene jedinke mogu imati mnogo parazita u probavnom sistemu bez pokazivanja simptoma. Larve vrste Baylisascaris procyonis, koje se mogu naći u izmetu i retko izazivaju bolest kod ljudi, mogu se progutati tokom čišćenja otpada rakuna bez zaštite.

## Rakuni i ljudi

### Konflikti
Povećani broj rakuna u urbanim područjima je doveo sa različitih reakcija kod ljudi, od besa zbog njihovog prisustva do namernog hranjenja rakuna. Neki stručnjaci za divlje životinje i većina državnih vlasti nisu skloni hranjenju divljih životinja, jer mogu postati veoma nametljivi i zavisni od ljudi kao izvora hrane. Drugi stručnjaci u svojim knjigama podstiču hranjenje rakuna i drugih divljih životinja. Rakuni koji se ne boje ljudi su razlog za zabrinutost kod onih koji ovakvo ponašanje pripisuju besnilu, ali naučnici ističu da je ovakvo ponašanje verojatno prilagođavanje življenju u staništu u kojem je kontakt sa ljudima svakodnevan i to kod više generacija. Ozbiljni napadi na ljude od strane grupa rakuna koji nisu zaraženi besnilom su izuzetno retki i gotovo uvek su rezultat osjećaja ugroženosti kod rakuna; zabeležen je barem jedan takav napad. Rakuni obično ne ubijaju domaće mačke i pse, ali prijavljeni su individualni slučajevi ubijanja.
Dok su prevrnute kante za smeće i pokradeno voće sa drveća samo neprijatnosti za vlasnike kuća, popravka štete napravljene na tavanu koji je rakunima služio kao skrovište može da bude skupa. Premeštanje ili ubijanje rakuna bez dozvole je zabranjeno u mnogim urbanim područjima. Ove metode obično rešavaju probleme samo sa vrlo agresivnim i divljim jedinkama, budući da za adekvatna skrovišta zna više rakuna, ili se ta skrovišta posle vrlo brzo ponovo otkriju. Buka, gašenje i paljenje svetla i neugodni mirisi su se pokazali efektivni u teranju majke i mladunaca pre nego što bi oni inače napustili skrovište (kada su mladunci stari oko osam nedelja). Međutim, obično je za duže razdoblje efektivno samo nedopuštanje da rakuni dođu do hrane i otpadaka.
Među svim voćem i usevima koji se uzgajaju u poljoprivrednim područjima, zreli kukuruz šećerac je najomiljeniji među rakunima. U dvogodišnjem istraživanju Univerziteta Purdu iz 2004. godine, rakuni su bili krivi za 87% štete na kukuruzu. Kao i ostali grabljivci, rakuni tražeći hranu mogu provaliti u kokošinjce i sl. kako bi lovili kokoške, patke, njihova jaja ili hranu. Budući da rakuni mogu provaliti u šatore i pokušati otvore zatvorene kontejnere u kampovima, kamperima se predlaže da ne čuvaju hranu ili pastu za zube u šatoru.
S obzirom na to da rakuni mogu do neke granice povećati stopu reprodukcije, ekstenzivni lov često ne rešava probleme sa populacijom rakuna. Stariji mužjaci takođe mogu imati veće teritorije od mlađih, što završava manjom gustoćom populacije. Cene pokušaja da se rakuni istrebe u su obično mnogo veće nego cene štete koju naprave rakuni.

### Mitologija, umetnost i zabava
U mitologiji domorodačkih naroda u obe Amerike, rakun je bio predmet narodnih priča. Priče poput Kako rakuni uhvate toliko rakova, koju su smislili pripadnici naroda Tuskarora, centrira se na rakunovoj veštini u traženju hrane. U drugim pričama rakun je igrao ulogu varalice, koja prevari ostale životinje, poput kojota i vukova. Između ostalih, Sijuksi su verovali da rakun ima prirodne duhovne moći, budući da njegova maska predstavlja bojanje lica (crne i bele linije nacrtane sa dva prsta) koje se koristi za povezivanje sa svetom duhova. Azteci su nadnaravne sposobnosti naročito pripajali ženkama, čija je požrtvovanost za mladunce povezivana sa ulogom mudrih žena u plemenskom društvu.
Rakuni se pojavljuju u umetnosti američkih domorodaca širom svog domena. Pronađeni su pteroglifi sa urezanim tragovima rakuna u Kanjonu Luis u Teksasu i u Okrugu Grejson u Kentakiju; takođe su pronađeni u Novom Meksiku i u Kaliforniji. Do detalja tačna figurica napravljena od kvarca pronađena je blizu reke Sajoto. Značenje i značaj Struga rakunskih sveštenika, koji prikazuje stilizovani urez rakuna ostaju nepoznati.
U zapadnoj kulturi, napisano je nekoliko autobiografskih romana o životu sa rakunom, od čega je većina literatura za decu. Najpoznatija je knjiga Sterlinga Norta Raskal, u kojoj govori o tome kako je odgajao mladog rakuna tokom Prvog svetskog rata. Antropomorfni rakuni odnedavno igraju glavnu ulogu u animiranim televizijskim serijama The Raccoons, u filmu Preko ograde i u video igricama Sly Cooper.

### Lov i trgovina krznom
Krzno rakuna se koristi za pravljenje odeće, posebno za ogrtače i kape od kože rakuna. Američki domoroci su ga koristili ne samo za pravljenje zimske odeće, već su koristili repove kao ukras.
U mnogim delovima SAD-a lov na rakune se još uvek obavlja noću sa psima, koji su posebno uzgajani na takvu vrstu lova. Psi slede rakuna dok on na kraju ne pobjegne, obično na drvo; tada se rakun ubije ili se ostavi na životu u svrhu budućeg lova. Lovci mogu prepoznati kako napreduje lov po tome kako psi laju; oni imaju jedinstven lavež kojim ukazuju na to da se rakun popeo na drvo.

### Kao hrana
Dok su se uglavnom lovili radi krzna, rakuni su takođe služili kao izvor hrane za Američke domoroce i Amerikance, a rakuni prženi na roštilju su bili tradicionalna hrana na američkim farmama.
Budući da se rakun smatra dopadljivim, slatkim i/ili štetočinom, ideja da se koriste kao hrana je današnjim ljudima odbojna. Međutim, postoje festivali u Americi na kojima je rakunovo meso posebna poslastica.

### Kao ljubimci
Kao i kod većine egzotičnih ljubimaca, držanje rakuna zahteva mnogo vremena i strpljenja. Rakuni se mogu ponašati nepredviđeno i agresivno i može da bude prilično teško da se naučite da razumiju i slušaju naredbe. U mestima gde držanje rakuna kao ljubimaca nije zabranjeno, kao u Viskonsinu i drugim državama SAD-a, dozvola za držanje egzotičnih ljubimaca je obično potrebna.
Polno zreli rakuni česo pokazuju agresivno prirodno ponašanje kao što je griženje toekom sezone parenja. Steriliziranje kada su stari oko pet ili šest meseci smanjuje šanse za razvoj agresivnog ponašanja. Rakuni mogu postati gojazni i imati druge poremećaje zbog loše ishrane i nedostatka vježbanja. Kada se dugo vremena hrane hranom za mačke, rakuni mogu da dobiju kostobolju. Zbog rezultata istraživanja o njihovom društvenom ponašanju, sada se prema zakonu u Austriji i Nemačkoj moraju držati barem dva rakuna kako bi se sprečila usamljenost. Rakuni se obično drže u većem kavezu (u kući ili izvan kuće), što je takođe zahtijev zakona u Austriji i Nemačkoj; obično se ne drže u kući jer zbog svoje prirodne radoznalosti mogu napraviti štetu.
Kada se uzmu mladunci, moguće ih je rehabilitovati i vratiti u divljinu. Međutim, neizvesno je da li će se dobro prilagoditi životu u divljini. Hranjenje mladunaca kravljim mlekom umesto namenskog mlekom ili sličnim produktom može biti opasno za njihovo zdravlje.

## Literatura
- Mindestanforderungen an die Haltung von Säugetieren (PDF) (на језику: немачки). Bundesministerium für Gesundheit und Frauen. 2004. стр. 23. Приступљено 21. 8. 2010.
- Gutachten über Mindestanforderungen an die Haltung von Säugetieren (PDF) (на језику: немачки). Bonn, Germany: Bundesministerium für Verbraucherschutz, Ernährung und Landwirtschaft. 1996. стр. 42—43. Архивирано из оригинала (PDF) 25. 2. 2009. г. Приступљено 31. 1. 2009.
- Wade, Edwin L (1986). The Arts of the North American ... - Google Bόcher. Books.google.de. ISBN 978-0-933920-56-9. Приступљено 19. 3. 2010.
- Harris, Stephen; Baker, Phil (2001). Urban Foxes. Suffolk: Whittet Books. стр. 78—79. ISBN 978-1-873580-51-6.
- Dehaene, Stanislas (1997). The number sense. New York: Oxford University Press. стр. 12. ISBN 978-0-19-511004-3.
- Saunders, Andrew D. (1989). „Raccoon”. Adirondack Mammals. Syracuse, New York: Syracuse University Press. стр. 256. ISBN 978-0-8156-8115-1.
- Helgen, Kristofer M.; Wilson, Don E. (2005). „A Systematic and Zoogeographic Overview of the Raccoons of Mexico and Central America”.  Ур.: Sánchez-Cordero, Víctor; Medellín, Rodrigo A. Contribuciones mastozoológicas en homenaje a Bernardo Villa. Mexico City: Instituto de Ecología of the Universidad Nacional Autónoma de México. стр. 230. ISBN 978-970-32-2603-0. Приступљено 7. 12. 2008.
- Bartussek, Ingo (2004). Die Waschbären kommen (на језику: немачки). Niedenstein, Germany: Cognitio. ISBN 978-3-932583-10-0.
- Heptner, V. G.; Sludskii, A. A. (2002). Mammals of the Soviet Union. Vol. II, part 1b, Carnivores(Mustelidae & Procyonidae) (PDF). Washington, D.C. : Smithsonian Institution Libraries and National Science Foundation. ISBN 978-90-04-08876-4.
- Hohmann, Ulf; Bartussek, Ingo; Böer, Bernhard (2001). Der Waschbär (на језику: немачки). Reutlingen, Germany: Oertel+Spörer. ISBN 978-3-88627-301-0.
- Holmgren, Virginia C. (1990). Raccoons in Folklore, History and Today's Backyards. Santa Barbara, California: Capra Press. ISBN 978-0-88496-312-7.
- Lagoni-Hansen, Anke (1981). Der Waschbär (на језику: немачки). Mainz, Germany: Verlag Dieter Hoffmann. ISBN 978-3-87341-037-4.
- MacClintock, Dorcas (1981). A Natural History of Raccoons. Caldwell, New Jersey: The Blackburn Press. ISBN 978-1-930665-67-5.
- Zeveloff, Samuel I. (2002). Raccoons: A Natural History. Washington, D.C.: Smithsonian Books. ISBN 978-1-58834-033-7.

## Spoljašnje veze
- [http://fohn.net/raccoon-pictures-facts/
- [http://www.mnsi.net/~remocoon/index2.htm ) 2000
- [http://wdfw.wa.gov/wlm/living/raccoons.htm